# Lovečkovice
Lovečkovice är en ort i Tjeckien.   Den ligger i regionen Ústí nad Labem, i den nordvästra delen av landet, 60 km norr om huvudstaden Prag. Lovečkovice ligger 438 meter över havet och antalet invånare är 464.
Terrängen runt Lovečkovice är kuperad västerut, men österut är den platt. Terrängen runt Lovečkovice sluttar söderut.Runt Lovečkovice är det ganska glesbefolkat, med 35 invånare per kvadratkilometer. Närmaste större samhälle är Ústí nad Labem, 16,8 km väster om Lovečkovice. Trakten runt Lovečkovice består till största delen av jordbruksmark.